# Nemichthys scolopaceus
Nemichthys scolopaceus, nota in italiano come pesce beccaccino è un pesce abissale della famiglia Nemichthyidae.

## Distribuzione e habitat
Si tratta di una specie cosmopolita diffusa in tutti i mari e gli oceani profondi, con l'eccezione di quelli artici ed antartici. Nel mar Mediterraneo e nelle acque italiane è presente ma non comune. Non si hanno segnalazioni dal mar Adriatico.

Si tratta di un tipico pesce abissale che frequenta acque fino a circa 4000 metri di profondità, anche se di solito si ritrova fino a 1000 metri. Fa vita pelagica di profondità. Talvolta si trova in acque basse, soprattutto individui in cattiva salute. Nei mari freddi può frequentare acque ad una profondità di soli 100 metri.

## Descrizione
Essendo un anguilliforme questo pesce ha corpo molto allungato, molto più delle comuni anguille, più simile forse ai pesci ago, con mascelle molto allungate e divergenti ed occhi grandi, di colore nero. È una specie, dunque, con aspetto assolutamente caratteristico. La pinna dorsale è di poco più lunga della pinna anale; quest'ultima ha un bordo nero. La pinna caudale è assente, così come le pinne ventrali. Le pinne pettorali sono piccole.

Il colore è bruno scuro.

Può superare il metro di lunghezza.

## Alimentazione
Cattura piccoli organismi planctonici, soprattutto crostacei. Caccia nuotando a bocca spalancata.

## Riproduzione
Si crede che gli adulti muoiano dopo la riproduzione. Le larve sono leptocefali.